# Isabella Borremans
Isabella Borremans, död efter 1776, var en flamländsk operasångare och skådespelare. Hon tillhörde de mer betydande scenkonstnärerna vid La Monnaie i Bryssel mellan 1772 och 1776. 
Isabella Borremans engagerades av Ignaz Vitzthumb, direktör vid Monnaie 1772-77, vid den flamländska operateater, Opéra flamand, som grundades av Vitzthumb vid sidan av den gamla franska (Opéra francaise) på Monnaies scen, och som också uppträdde i provinserna. Det har omtalats som den kanske första flamländska teatern/operan i de Österrikiska Nederländerna, där franskspråkig opera och teater dittills varit norm. Opéra flamand blev en succé och därför stark rivalitet och kritik från den franska operan. 
Isabella Borremans var tillsammans med Henri Mees (1757-1820) och Pierre Canneel truppens ledande krafter och omtalas som Opéra flamand primadonna och därmed som den kanske första flamländska kvinna som haft denna ställning. Hon spelade främst hjältinneroller och omtalas som 'premiere amoureuse en chef aux Flamands'. Hennes rivalitet med den franska truppens primadonna Angélique D'Hannetaire orsakade en skandal. 
Hon avslutade sin scenkarriär år 1776 för att bli mätress åt aristokraten van den Klooster. 